# کریستین بکامنگا
کریستین بکامنگا (فرانسوی: Christian Bekamenga‎؛ زادهٔ ۹ مهٔ ۱۹۸۶) بازیکن فوتبال اهل کامرون است.
از باشگاه‌هایی که در آن بازی کرده است می‌توان به نانت، تروا، لن، مس، لیائونینگ و بی‌بی ارزروم‌اسپور اشاره کرد.
وی همچنین در تیم ملی فوتبال کامرون بازی کرده است.